# Bajacalifornia erimoensis
Bajacalifornia erimoensis is een  straalvinnige vissensoort uit de familie van gladkopvissen (Alepocephalidae). De wetenschappelijke naam van de soort is voor het eerst geldig gepubliceerd in 1977 door Amaoka & Abe.